# Lugg
Lugg (ang. River Lugg) – rzeka we wschodniej Walii (hrabstwo Powys) i zachodniej Anglii (hrabstwo Herefordshire), dopływ rzeki Wye. Długość rzeki wynosi 83 km.
Źródło rzeki znajduje się na zachodnim zboczu wzgórza Pool Hill, na północny zachód od wsi Llangunllo w Walii, na wysokości około 470 m n.p.m. Rzeka płynie w kierunku południowo-wschodnim do granicy angielskiej, którą przekracza w pobliżu miasta Presteigne, następnie przepływa przez Leominster, gdzie rzeka skręca na południe. W końcowym biegu od wschodu opływa Hereford i uchodzi do Wye nieopodal wsi Mordiford.